# Elena Souliotis

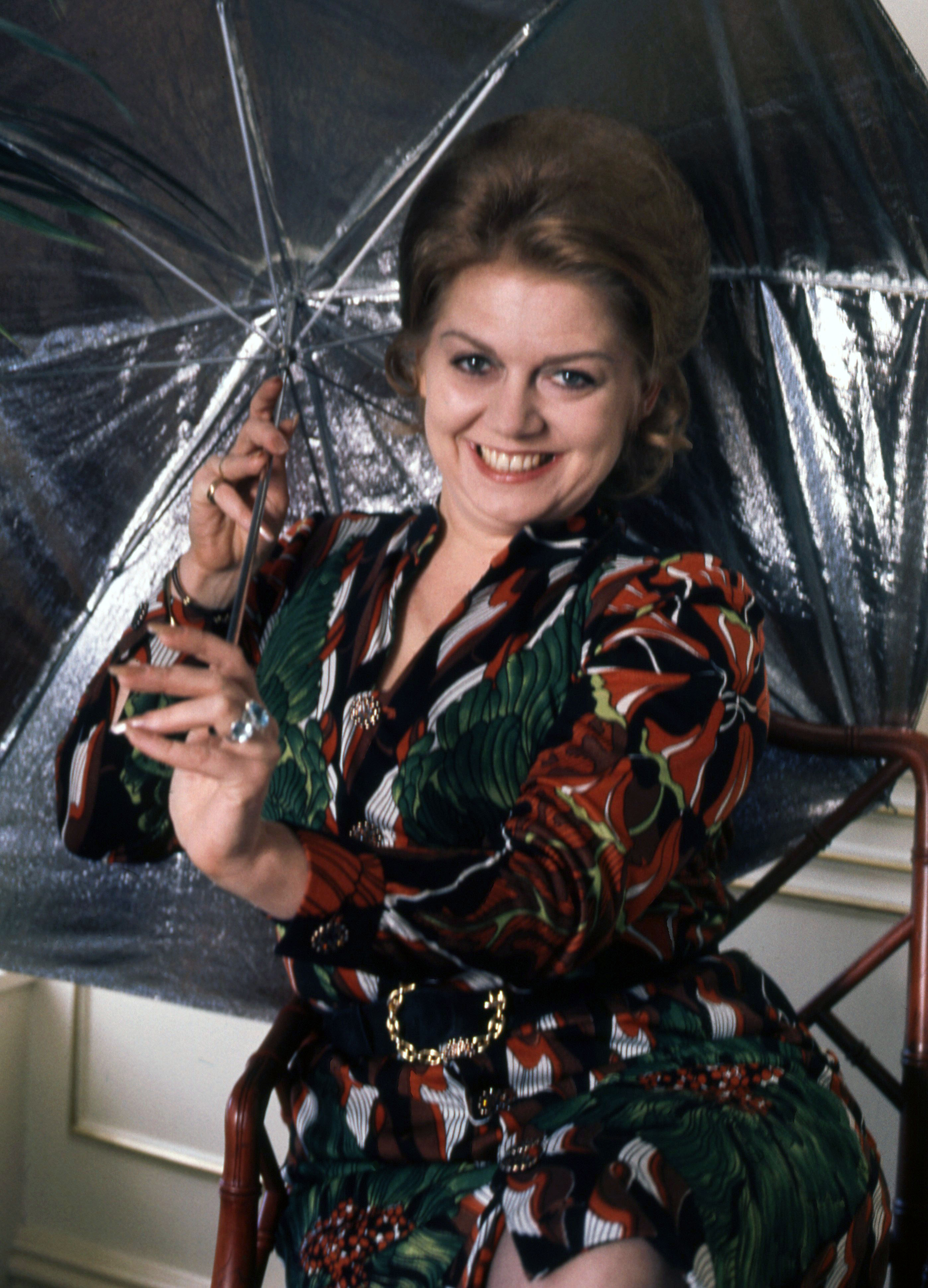
Fotografiert von Allan Warren

Elena Souliotis, auch Elena Suliotis (griechisch Έλενα Σουλιώτη; * 28. Mai 1943 in Athen; † 4. Dezember 2004 in Florenz) war eine griechische Opernsängerin (Sopran).

## Leben
Mit zwei Jahren erlitt sie eine Meningitis und war danach auf einem Ohr schwerhörig. Als sie fünf Jahre alt war, emigrierten ihre Eltern – die Mutter war Griechin, der Vater Russe – nach Buenos Aires. Ihre Gesangsausbildung erhielt sie dort bei Alfredo Bontà, Jascha Galperin und Bianca Lietti. 1962 ging sie als Schülerin von Mercedes Llopart nach Mailand.
1964 debütierte Souliotis in Neapel als Santuzza in Cavalleria rusticana, es folgten Engagements an den großen Häusern wie 1966 an der Mailänder Scala als Abigaille in Nabucco oder in New York mit Donizettis Anna Bolena. Sie galt als Die nächste Callas, der Erfolg hielt jedoch nicht an. Sie versuchte es daraufhin mit einer zweiten Karriere als Mezzosopranistin, die jedoch nicht mehr die Erfolge des Anfangs erreichte.
Mitte der 1970er Jahre heiratete sie. Die Ehe, aus der ihre Tochter Barbara stammt, wurde geschieden.
Souliotis war bekannt für ihre lyrisch-dramatische Stimme mit bemerkenswerter Individualität und ihre Aufmerksamkeit erregende Bühnenpräsenz. Zum letzten Mal sah und hörte man sie 2000 in Stuttgart als Alte Gräfin in Peter Tschaikowskis Pique Dame.